# Kosode

Comparación entre el kosode (izquierda) y un kimono moderno (derecha).

Partes del Kosode.

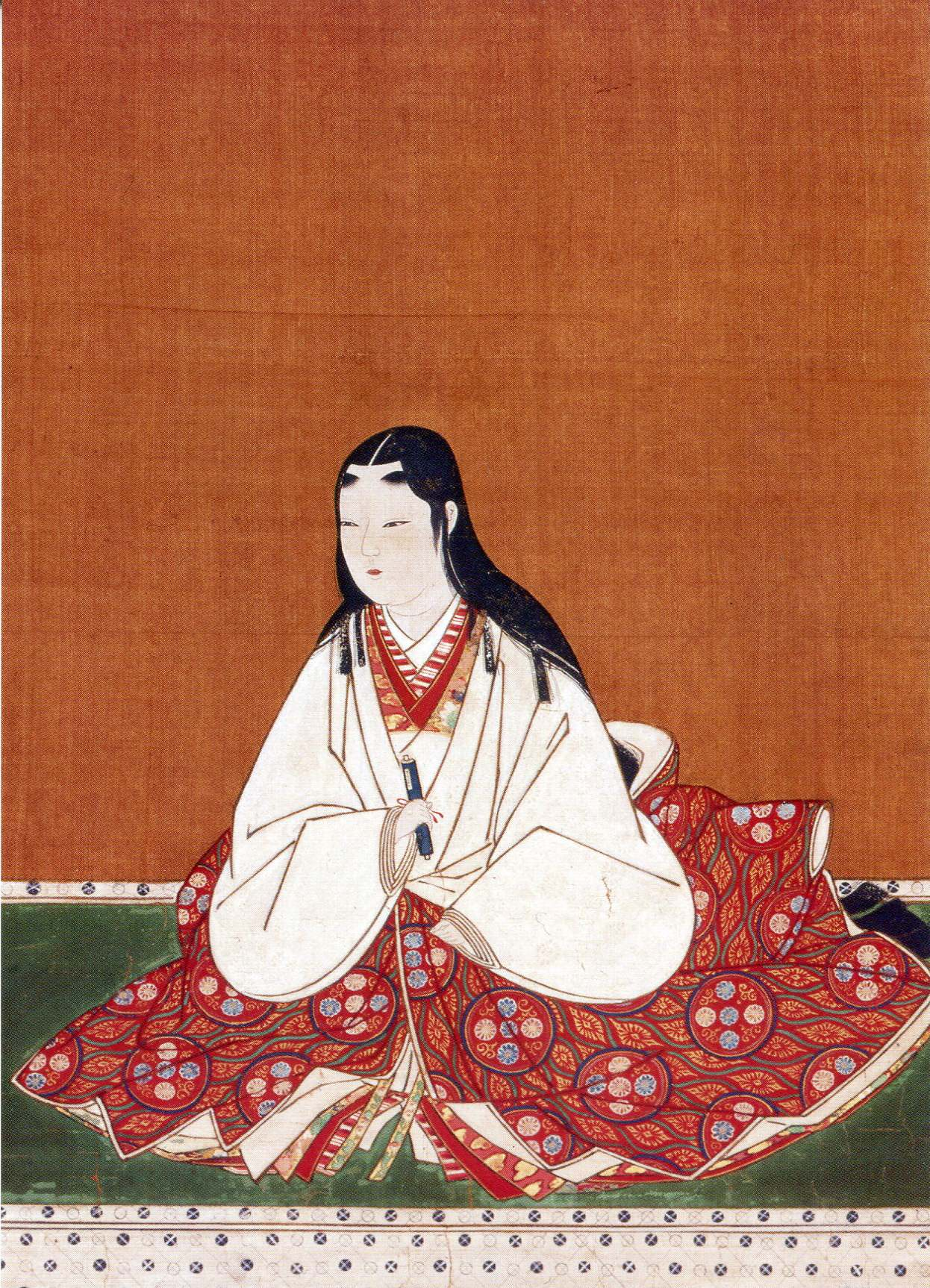
Oichi vestida con un kosode y un uchikake enrollado en su cintura.

El kosode (小袖) es una pieza básica de vestimenta japonesa utilizada por hombres y mujeres. Se la usa tanto como ropa interior como por sobre otras ropas. El significado literal del término kosode es "manga pequeña," que hace referencia a la longitud de las mangas.
El kosode posee forma de T, y es menos ajustado que un kimono y existen de diversos largos. Se puede utilizar el kosode con un obi, que es considerablemente más pequeño que el kimono moderno. A menudo los hombres lo usan junto con un hakama (falda en tablas, dividida) o las mujeres con una naga-bakama (hakama muy larga), como en el caso de las Miko.
El diseño del kosode se desarrolló hacia finales del siglo XIV y reemplazó a los hirosodes de numerosas capas y sin forro. A lo largo de su existencia el kosode ha evolucionado gradualmente tomando diversos estilos, formas y telas.

## Partes del Kosode
- 袖 (Sode?) - Mangas
- 襟 (Eri?) - Cuello
- 身頃 (Migoro?) - trozos del cuerpo
- 袵 (Okumi?) - secciones que se solapan